# Marijampolė (district)
Marijampolė (Litouws: Marijampolės apskritis) is een van de tien districten van Litouwen en ligt in het zuidwesten van het land. De hoofdstad is de gelijknamige stad Marijampolė (69.565 inwoners).

## Bevolking
Volgens de Sovjetvolkstelling van 1970 leefden er 190.019 mensen in het district Marijampolė. Dit aantal bleef relatief stabiel en bereikte in 1989 een hoogtepunt met bijna 194.000 inwoners. Sindsdien daalt de bevolking in een rap tempo.
| aantal inwoners | 190.019 | 188.569 | 193.826 | 188.634 | 161.649 |

## Gemeenten
| Gemeente    | Inwoners | Hoofdplaats |
| ----------- | -------- | ----------- |
| Kalvarija   | 13.900   | Kalvarija   |
| Kazlų Rūda  | 14.900   | Kazlų Rūda  |
| Marijampolė | 70.900   | Marijampolė |
| Šakiai      | 38.800   | Šakiai      |
| Vilkaviškis | 50.200   | Vilkaviškis |

Alytus · Kaunas · Klaipėda · Marijampolė · Panevėžys · Šiauliai · Tauragė · Telšiai · Utena · Vilnius